# Ralph Siegel
Ralph Siegel (München, 30 september 1945) is een Duitse componist en muziekproducent. Hij is het meest bekend door zijn composities voor het Eurovisiesongfestival. Sinds 1974 heeft hij al 21 keer een liedje geschreven dat op het Eurovisiepodium werd uitgevoerd.

## Biografie
In de jaren 60 schreef hij liedjes voor bekende zangers als Mary Roos, Heino, Rex Gildo, Michael Holm, Chris Roberts, Costa Cordalis, Udo Jürgens, Peter Alexander en Roy Black. 
In 1974 richtte hij zijn eigen platenfirma Jupiter-records op. Datzelfde jaar schreef hij ook een lied voor Ireen Sheer, zij zou met Bye Bye I love you Luxemburg vertegenwoordigen op het songfestival. Ondanks de Engelse titel werd het lied toch in het Frans gezongen, ze werd 4de. In 1980 schreef hij de songfestivalinzendingen van zowel Luxemburg als Duitsland, met die laatste haalde hij een 2de plaats binnen, in 1981 zou Lena Valaitis dat nog eens voor hem overdoen en een jaar later won hij het songfestival dankzij Nicole. Drie jaar later schreef hij voor de derde en laatste keer een lied voor Luxemburg. In de jaren 90 verzorgde hij ook nog vier Duitse inzendingen waarvan er twee in de top 3 eindigden. In 2002 en 2003 was hij iets minder succesvol. Via een nieuw reglement kreeg Siegel het erg moeilijk om nog liedjes in te sturen in de Duitse voorronde en in 2004 concentreerde hij zich op Malta. Daar won zijn liedje niet, maar hij produceerde daar later wel de Maltese inzending On again ...off again. 
In 2005 had hij zes liedjes in de Maltese voorronde waarvan er vijf de top-10 bereikten. In Bosnië en Herzegovina was hij iets succesvoller met een 2de plaats voor Sometimes I wish I were a child again (de zangeres trad later aan voor Zwitserland met een Siegel-compositie). Onder het pseudoniem Mario Mathias probeerde hij zich voor Germany 12 Points in te schrijven. Dit lukte hem, maar toch werd bekend dat hij de schrijver was. Zijn compositie werd tweede.
Siegel werkt veel samen met tekstschrijver Bernd Meinunger. Een grote hit van hem die niet aan het songfestival gelinkt is, werd door Rex Gildo gezongen in 1972, Fiesta Mexicana.
Siegel was de man achter Empire Bizarre. Een act met Fab Morvan en Rob Pilatus van het latere bekende duo Milli Vanilli.

## Eurovisiebijdragen
- 1974: Bye, Bye I Love You - Ireen Sheer (voor Luxemburg)
- 1976: Sing Sang Song - Les Humphries Singers
- 1979: Dschinghis Khan - Dschinghis Khan
- 1980: Papa Pingouin - Sophie & Magaly (voor Luxemburg)
- 1980: Theater - Katja Ebstein
- 1981: Johnny Blue - Lena Valaitis
- 1982: Ein bißchen Frieden - Nicole
- 1985: Children, Kinder, Enfants - Margo, Ireen Sheer, Chris & Malcolm Roberts, Franck Olivier & Diane Solomon (voor Luxemburg)
- 1987: Lass die Sonne in dein Herz - Wind
- 1988: Lied für einen Freund - Maxi & Chris Garden
- 1990: Frei zu leben - Chris Kempers & Daniel Kovac
- 1992: Träume sind für alle da - Wind
- 1994: Wir geben 'ne Party - Mekado
- 1997: Zeit - Bianca Shomburg
- 1999: Reise nach Jerusalem - Sürpriz
- 2002: I Can't Live Without Music - Corinna May
- 2003: Let's Get Happy - Lou
- 2006: If we all give a little - Six4one (voor Zwitserland)
- 2009: Just get out of my life - Andrea Demirovic (voor Montenegro)
- 2012: The social network song - Valentina Monetta (voor San Marino)
- 2013: Crisalide (Vola) - Valentina Monetta (voor San Marino)
- 2014: Maybe - Valentina Monetta (voor San Marino)
- 2015: Chain of lights - Michele Perniola & Anita Simoncini (voor San Marino)

- Biblioteca Nacional de España: XX1535519
- Gemeinsame Normdatei: 102852200
- International Standard Name Identifier: 0000 0000 8385 1345
- Library of Congress Control Number: n2016019224
- MusicBrainz: 24aac3c1-de98-425a-a8da-87327ae655be
- Nationale Bibliotheek van Tsjechië: mzk2010604641
- Virtual International Authority File: 57012547
- WorldCat: E39PBJpJjJYJywJd8GGqBYyjmd